# Aporum quadrilobatum
Aporum quadrilobatum é uma espécie de orquídea epífita de hábito pendente e flores pequenas, que habita a Península da Malásia.